# Lone Star (Texas)
Lone Star è un comune (city) degli Stati Uniti d'America della contea di Morris nello Stato del Texas. La popolazione era di 1,581 persone al censimento del 2010.

## Geografia fisica
Lone Star è situata a 32°56′35″N 94°42′29″W (32.943105, -94.708017).
Secondo lo United States Census Bureau, la città ha una superficie totale di 5,18 km², dei quali 5,13 km² di territorio e 0,05 km² di acque interne (1,05% del totale).
Lone Star si trova sulla U.S. Route 259, sei miglia a sud di Daingerfield nella parte meridionale della contea di Morris.

## Società

### Evoluzione demografica
Secondo il censimento del 2010, c'erano 1,581 persone.

### Etnie e minoranze straniere
Secondo il censimento del 2010, la composizione etnica della città era formata dal 62,75% di bianchi, il 25,36% di afroamericani, lo 0,44% di nativi americani, lo 0,32% di asiatici, lo 0,32% di oceanici, il 7,65% di altre razze, e il 3,16% di due o più etnie. Ispanici o latinos di qualunque razza erano l'11,26% della popolazione.